# Viktor Dyk
Viktor Dyk (Mělník, 31 de dezembro de 1877 – Lopud, 14 de maio de 1931) foi um poeta checo.
Está sepultado no Cemitério Olšany.